# 皆木三郎
皆木三郎は、日本の柔術家である。号は虚舟。本體楊心流の創始者。自然石を手に持ち、手刀で砕くのを得意としていた。実戦名人であり数多くの逸話がある。

## 経歴
明治39年に生まれ、大正11年に兵庫県の本體楊心流高木流十六代角野八平太に入門、昭和8年に免許皆伝を得た。師の角野八平太と共に、各地で演武を行なうなどしていた。後に上京し、東京牛込に接骨院と道場を開き、門弟を育成した。「天下無敵高木流活殺術」という看板を掲げていた。
入門してくる弟子に当身を喰わし、泡を吹いて倒れたのを放置して起きて来るのを待つという荒稽古であった。あまりに稽古が荒いので、一度入門した者も恐れて二度と来ず、皆木はよく道場を空けて魚釣りに行っていたという。
昭和14年に、師の角野八平太が逝去したため、一度兵庫県神戸市に戻ったが、流派の継承は同門の筒井友太郎義尚に譲り、
回国修業の旅に出た。
その後神戸に帰り、摩耶山の普門の滝にて参篭修行し、普門楊心流を開いた。
後に本體楊心流と改名した。かねてより師の角野八平太は、高木流の技法の整理編纂を企図しており、
これに参画していた皆木三郎は、本體楊心流高木流の術技のうち、重要な型はそのまま残しつつ技法の整理編纂を行った。
戦後は神戸に道場を開き、修行と門弟の育成に励んでいたが、昭和57年に井上剛宗俊に本體楊心流の第十八代宗家を譲った。